# Who's Who in the DC Universe
Who's Who: The Definitive Directory of the DC Universe (também chamada de Who's Who) é uma série de quadrinhos da DC Comics, que catalogava personagens do Universo DC.